# André Boonen (atleet)
André Boonen (4 november 1943) is een voormalige Belgische atleet, die gespecialiseerd was in de middellange afstand. Hij nam eenmaal deel aan de Europese kampioenschappen en de Europese indoorkampioenschappen.

## Biografie
Boonen begon met atletiek in 1955 en sloot zich in 1957 aan bij een atletiekclub. Hij werd enkele keren Belgisch kampioen in de tweede categorie op de 800 m. In 1971 nam hij deel aan de Europese kampioenschappen in Helsinki. Hij werd uitgeschakeld in de series. Begin 1973 nam hij ook deel aan de Europese indoorkampioenschappen in Rotterdam. Hij overleefde ook deze keer de series niet.

### Clubs
Boonen was aangesloten bij Duffel AC, waar hij na zijn actieve carrière trainer werd. Hij trainde onder andere Raf Wyns, Anja Smolders en zijn dochter Tinneke Boonen.

## Persoonlijke records
| Onderdeel | Prestatie | Datum        | Plaats   |
| --------- | --------- | ------------ | -------- |
| 800 m     | 1.47,6    | 16 juni 1971 | Papendal |
| 1500 m    | 3.44,9    | 22 juni 1969 | Bergamo  |

## Palmares

### 800 m
- 1971: 6e in serie EK in Helsinki – 1.49,61
- 1973: 4e in serie EK indoor in Rotterdam – 1.50,66